# 洗礼者ヨハネ (カラヴァッジョ、コルシーニ絵画館)
『洗礼者ヨハネ』（せんれいしゃヨハネ、伊: San Giovanni Battista、英: Saint John the Baptist）は、イタリア・バロック期の巨匠ミケランジェロ・メリージ・ダ・カラヴァッジオが1604-1606年にキャンバス上に油彩で制作した絵画である。注文主や制作の状況についてはまったくわからず、そのためカラヴァッジオの真筆かどうかについては議論があったが、今日ほとんどの研究者が真筆としている。作品はローマのコルシーニ家に伝わり、イタリア政府の所有となったコルシーニ家の宮殿（現在のコルシーニ絵画館）に所蔵されている。

## 作品

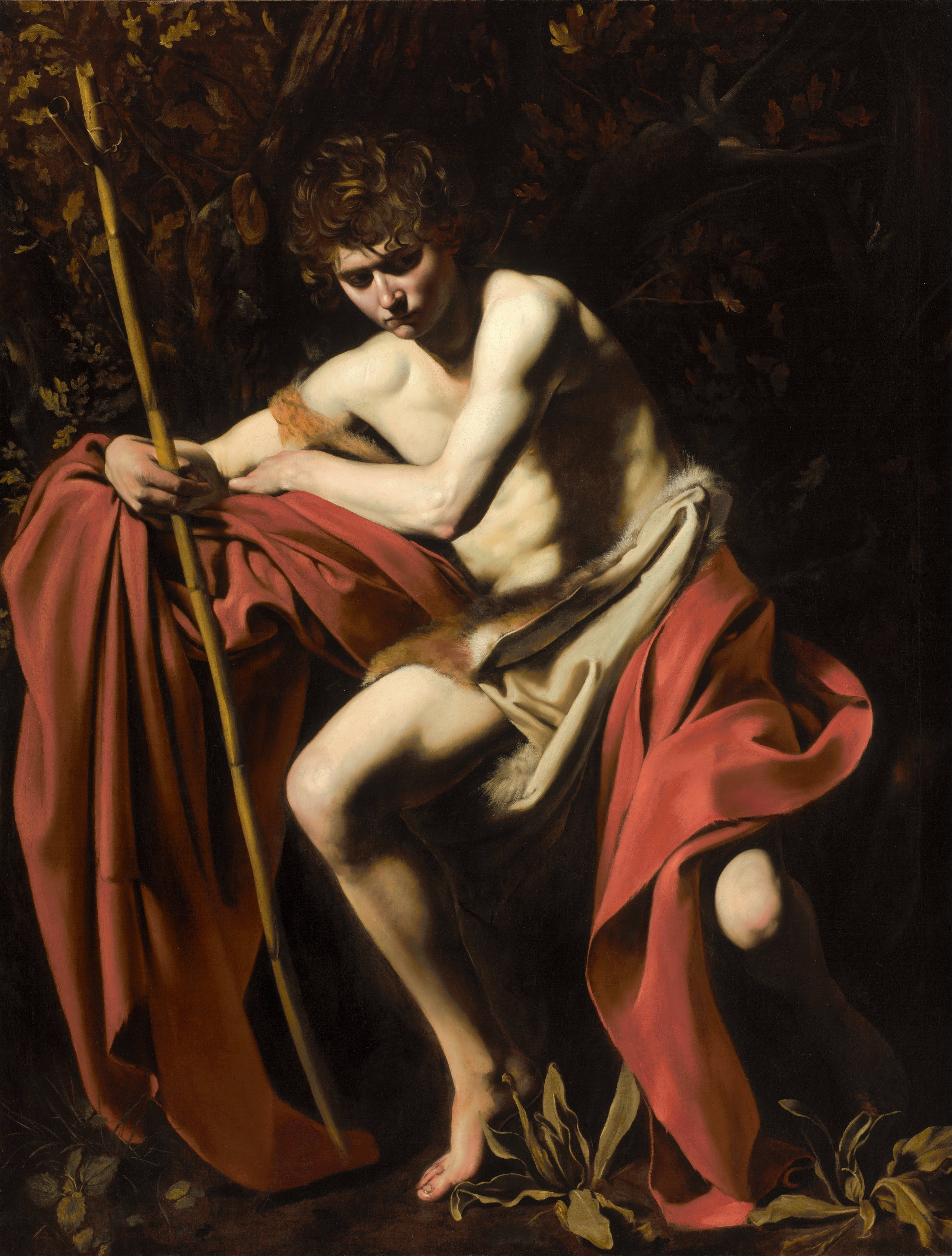
カラヴァッジョ『洗礼者ヨハネ』(1604年)、ネルソン・アトキンス美術館、カンザスシティ (ミズーリ州)

本作は、ネルソン・アトキンス美術館（カンザスシティ）にある『洗礼者ヨハネ』に近い。しかし、ネルソン・アトキンス美術館所蔵品とは異なり、本作のヨハネは両手を膝の位置まで下げている。また、前者のヨハネほど濃い陰影によって肉体の立体感が強調されてはいないが、顔には影が差し、瞑想的でメランコリックな雰囲気に包まれている点で両作品は共通している。本作で、カラヴァッジオは構図を決定するのに苦労した形跡がある。たとえば、左奥の空間にはX線画像によると、頭の向きを変えて子羊を2度描いた形跡があるという。

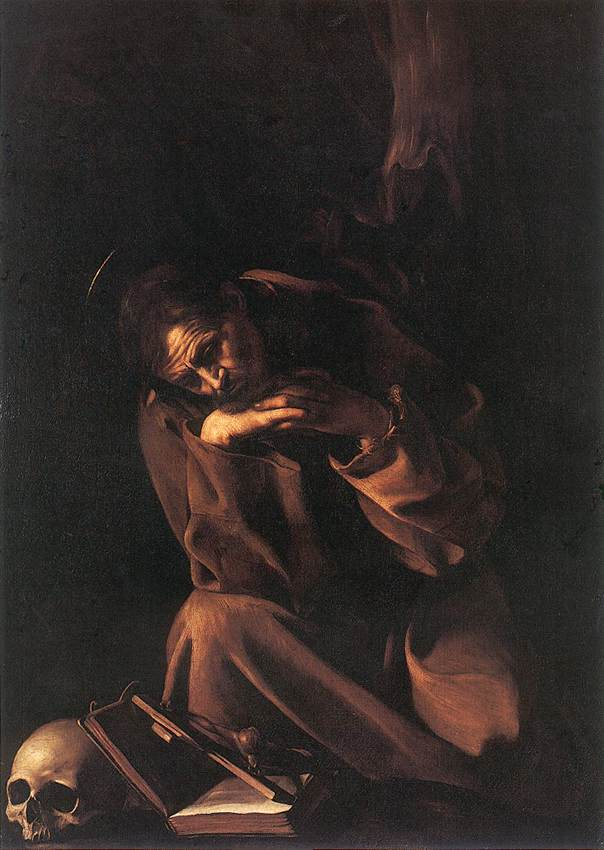
カラヴァッジョ『瞑想する聖フランチェスコ』(1604年)、アーラ・ポンツォーネ市立美術館、クレモナ

聖書外典によれば、ヨハネは、贖罪の祈りを実践するよう両親に放置された砂漠で、幼少期を過ごしたとされる。この絵画で、カラヴァッジョは、悔悛の生活をおくるヨハネが休息している場面を表している。しかし、ヨハネは、ネルソン・アトキンス美術館の同主題作などに描かれているラクダの毛皮を身に着けていない。伝統的な図像に反して、この絵画ではヨハネのアトリビュート (人物を特定する事物) はわずかである。テーブルの上には、葦の十字架と洗礼用の木の皿のほかに苦行を示す大小の石が置かれている。それでも、ヨハネがイエス・キリストの洗礼時に水をかけた木の皿は聖なるものには見えず、十字架は画面の端に隠されてほとんど見えない。この作品で、カラヴァッジョは砂漠のヨハネを表現するのに新たな意味合いを与え、主題に親近感を持たせているのである。
なお、背景には木の幹が見えるが、クレモナのアーラ・ポンツォーネ市立美術館蔵の『瞑想する聖フランチェスコ』 (1606年) にもよく似た木が描かれている。これは一般に樫の木とされるが、ヴィンチェンツォ・パチェッリ (Vincenzo Pacelli) という研究者は、聖書に登場するヨルダン川流域の樹木エジプトイチジクであると指摘している。ヨハネがその洞（）から蜂蜜を採ったという木である。